# Račice (Račice-Pístovice)
Račice (deutsch Ratschitz) ist ein Ortsteil der Gemeinde Račice-Pístovice in Tschechien. Er liegt zehn Kilometer westlich von Vyškov und gehört zum Okres Vyškov.

## Geographie
Račice befindet sich im Südosten des Drahaner Berglandes. Das Dorf liegt rechtsseitig über dem Tal des Baches Rakovec an der Einmündung des Račický potok. Nördlich erhebt sich der Krátký kopec (478 m), im Nordosten die Podhora (453 m), südöstlich der Nad skalou (438 m) und die Liliová hora (Lilienberg, 393 m), im Süden die Ostatečná hora (410 m) und südwestlich der Červený vrch (535 m). Westlich erstreckt sich der Naturpark Říčky, im Nordwesten der Naturpark Rakovecké údolí. Gegen Norden liegen die mittelalterliche Wüstung Sokolí und die keltische Burgstätte Černov.
Nachbarorte sind Valcha, Pastviny und Ruprechtov im Norden, Ježkovice und Opatovice im Nordosten, Pístovice im Osten, Luleč, Hranáč und Nemojany im Südosten, Olšany im Süden, Hostěnice und Lhotky im Südwesten, Proseč und Březina im Westen sowie Říčky und Bukovinka im Nordwesten.

## Geschichte

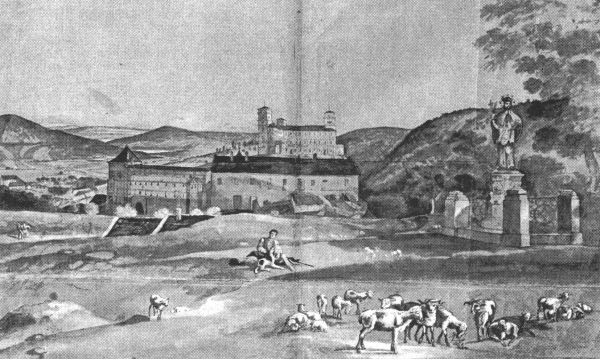
Račice, Stich von F. Richter (1846)

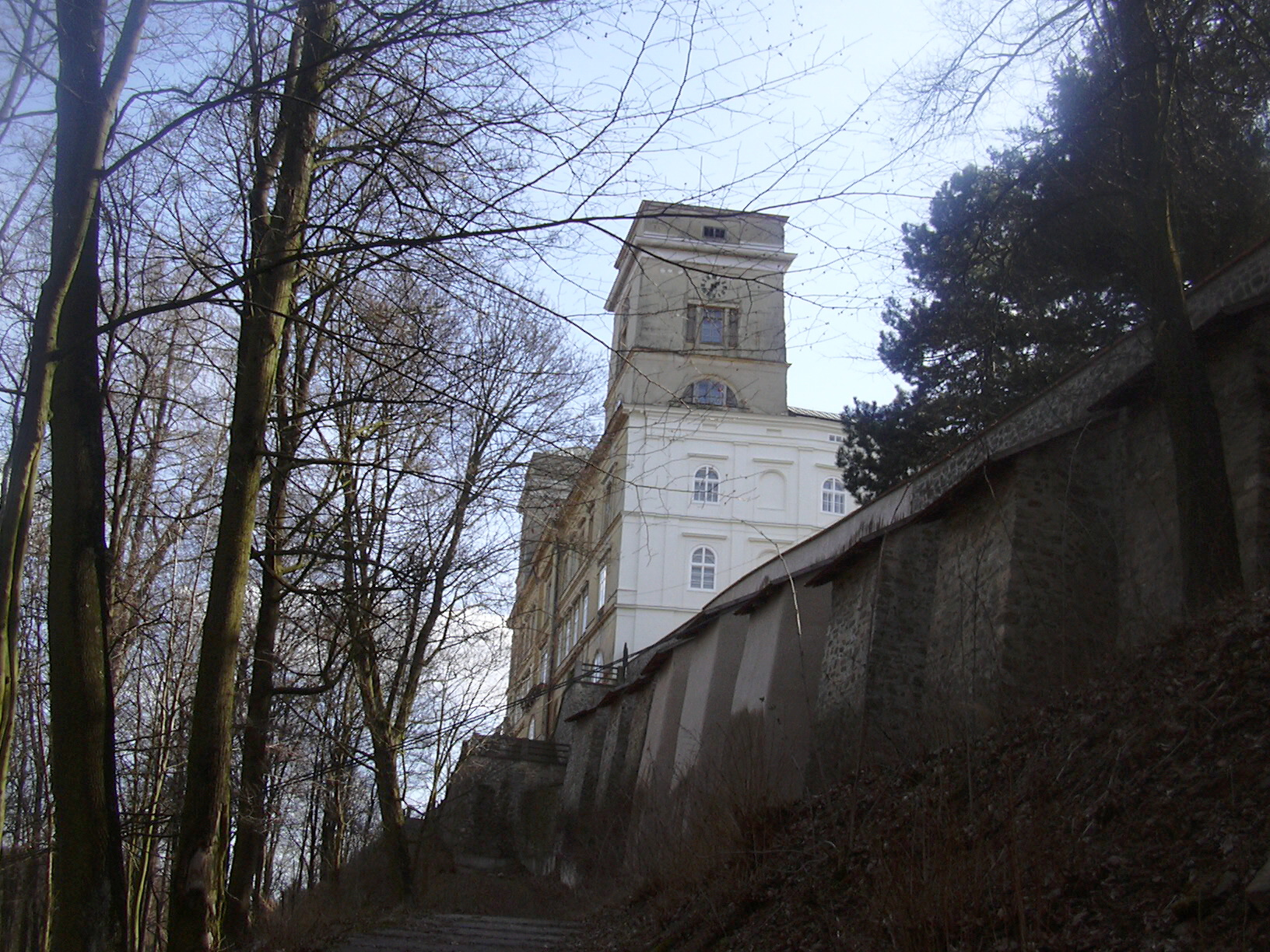
Schloss Račice

Die erste schriftliche Erwähnung des Dorfes Ratzici erfolgte 1227 im Testament Kojatas IV. von Hrabischitz, in dem dieser die Burg Drnovice seinen Nichten Eufemie und Svatochňa vermachte. Über Svatochňa gelangte der Besitz an deren Mann Idik von Schwabenitz. Zwischen 1275 und 1285 entstand die Burg Račice. Nachfolgend wurde der Sitz der Herrschaft von Drnovice nach Račice verlegt. Im Jahre 1285 gebrauchte Milota von Drnovice aus dem Geschlecht der Schwabenitzer erstmals das Prädikat von Račice. König Johann ließ 1312 die Burg als Schlupfwinkel des Raubritters Friedrich von Linau (Friduš z Linavy) erobern und niederreißen. Wenig später wurde sie wiederhergestellt und gehörte ab 1346 Heinrich von Leipa. Um 1350 erwarben die Herren von Sternberg die Herrschaft. 1375 musste Albrecht von Sternberg die Burg Račice mit den Dörfern Račice, Drnovice, Pístovice, Sokolí, Ježkovice und Nosálovice an seinen Vetter Peter von Sternberg übergeben. 1394 wurde ein Pfarrer in Račice erwähnt. Markwart von Sternberg verkaufte Račice mit allem Zubehör 1399 an Peter Krawarn von Plumlov. Die Krawarn von Plumlov starben 1466 mit Peters Sohn Jiří im Mannesstamme aus. Bei der Teilung des Besitzes unter Jiřís vier Töchtern, fielen die Račicer Güter Kunka, die mit Wenzel von Boskowitz verheiratet war, zu. Ihm folgte Ladislav von Boskowitz und 1510 dessen Sohn Christoph. 1563 verkaufte Jindřich Dobeš Černohorský von Boskowitz die Burg Ratschitz mit dem Städtchen Ratschitz, den Dörfern Pístovice, Ježkovice, Drnovice sowie den wüsten Orten Vilémov und Sokolí an Jan Jindřich Černohorský von Boskowitz. Über Susanne Černohorská von Boskowitz ging der Besitz 1568 an Hans Haugwitz von Biskupitz über. Dieser erweiterte die Herrschaft 1576 noch um Podomí und das wüste Hamlíkov. 1596 verkauften die Haugwitz die Herrschaft an Bernart Petřvaldský von Petřvald. Nach der Schlacht am Weißen Berg wurden die Güter des Hans von Peterwald konfisziert und 1623 an Karl Willinger von Schönenperg verkauft. Weitere Besitzer waren ab 1629 Simon Kratzer von Schönsberg, ab 1630 Horacius Forno und sein Sohn Karl Franz sowie ab 1670 die Grafen Braida, die Račice mit einigen Unterbrechungen 130 Jahre besaßen. Im Jahre 1718 bestand Račice aus 18 Anwesen. 1750 gab es in Račice einen Herrenhof, neun Bauernwirtschaften und 13 Beisassen. 1773 wurde in Račice eine Lokalie eingerichtet und im Schloss eine Schule eingerichtet. Karel Antonín Graf Braida verkaufte den Besitz 1800 an Johann Franz Heinisch von Haydenburg, von dem ihn 1802 Johann Huschka von Ratschitzburg erwarb. Huschka verpachtete die Herrschaft zu Beginn des 19. Jahrhunderts an den Unternehmer Wilhelm von Mundy und verkaufte sie 1830 an Antonín Hermann. 1847 zog die Schule aus dem Schloss in ein eigenes Gebäude im Dorf.
Nach der Aufhebung der Patrimonialherrschaften bildete Račice ab 1850 eine Gemeinde in der Bezirkshauptmannschaft Wischau. 1859 wurde in Račice wieder eine Pfarre eingerichtet. Während der Sudetenkrise und der Mobilmachung der tschechoslowakischen Armee verlegte der Oberbefehlshaber der Streitkräfte, General Ludvík Krejčí, am 26. September 1938 den Generalstab der Mobilisationsarmee Branná moc nach Račice und Umgebung. Das Schloss wurde zum Sitz des Generalkommandos und der Operativen Abteilung. Im Jahre 1960 wurde Račice mit Pístovice zu einer Gemeinde Račice-Pístovice zusammengeschlossen. 1991 hatte Račice 625 Einwohner. Beim Zensus von 2001 wurden 273 Häuser und 633 Einwohner gezählt.

## Sehenswürdigkeiten

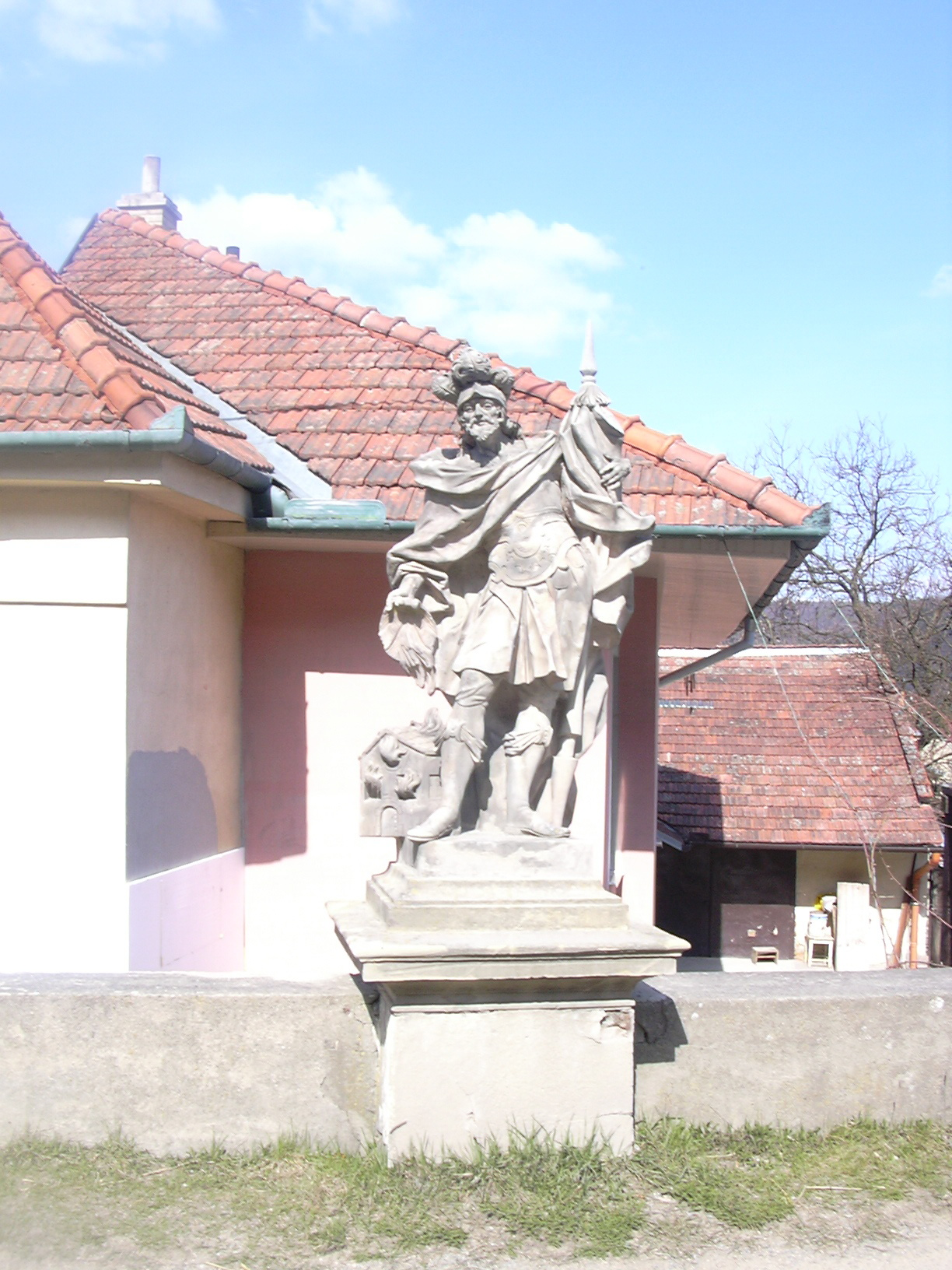
Statue des hl. Florian auf der Brücke U svatých

- barocke Pfarrkirche Mariä Verkündigung, erbaut 1773
- Schloss Račice, es entstand zwischen 1568 und 1585 für Hans Haugwitz im Renaissancestil anstelle einer gotischen Burg vom Ende des 13. Jahrhunderts. In den 1830er Jahren ließ Johann von Mundy das Schloss im Empirestil umbauen. Seit 1959 dient es als Sonderschule mit Internat und Berufsschule.
- Glockenturm am Schloss
- Sandsteinbrunnen im Vorhof des Schlosses aus dem Jahre 1598, das aus einem Block ausgehauene Kunstwerk wurde wahrscheinlich von G. Gialdi geschaffen
- Schlosspark mit 65 Baum- und Pflanzenarten.
- ehemaliges Forsthaus, errichtet um 1600 unter Hans von Peterwald
- Statue der Immaculata, auf dem Marktplatz. Sie wurde 1744 vom Bildhauer Georg Anton Heintz für Antonín Pavel Braida gefertigt. Im Jahre 2000 wurde die Kartusche mit dem Wappen der Grafen Braida gestohlen.
- Brücke U svatých, errichtet 1744. Die Sandsteinfiguren des hl. Florian und Wendelin sind ebenfalls ein Werk von Heintz. Von den vier steinernen Zirbelnüssen wurden im Mai 1999 zwei entwendet.
- Dreifaltigkeitskapelle aus dem Jahre 1780, neben dem Friedhof am Ortsausgang Richtung Pístovice. In Innern befindet sich eine Kopie des Gemäldes Heilige Dreifaltigkeit von Peter Paul Rubens.
- Marienstatue am Scheideweg zwischen Račice und Pístovice, errichtet 1828
- Kreuz an der Straße nach Pístovice, geschaffen 1774
- Kreuz an der Straße nach Euprechtov, geschaffen 1775

## Söhne und Töchter des Ortes

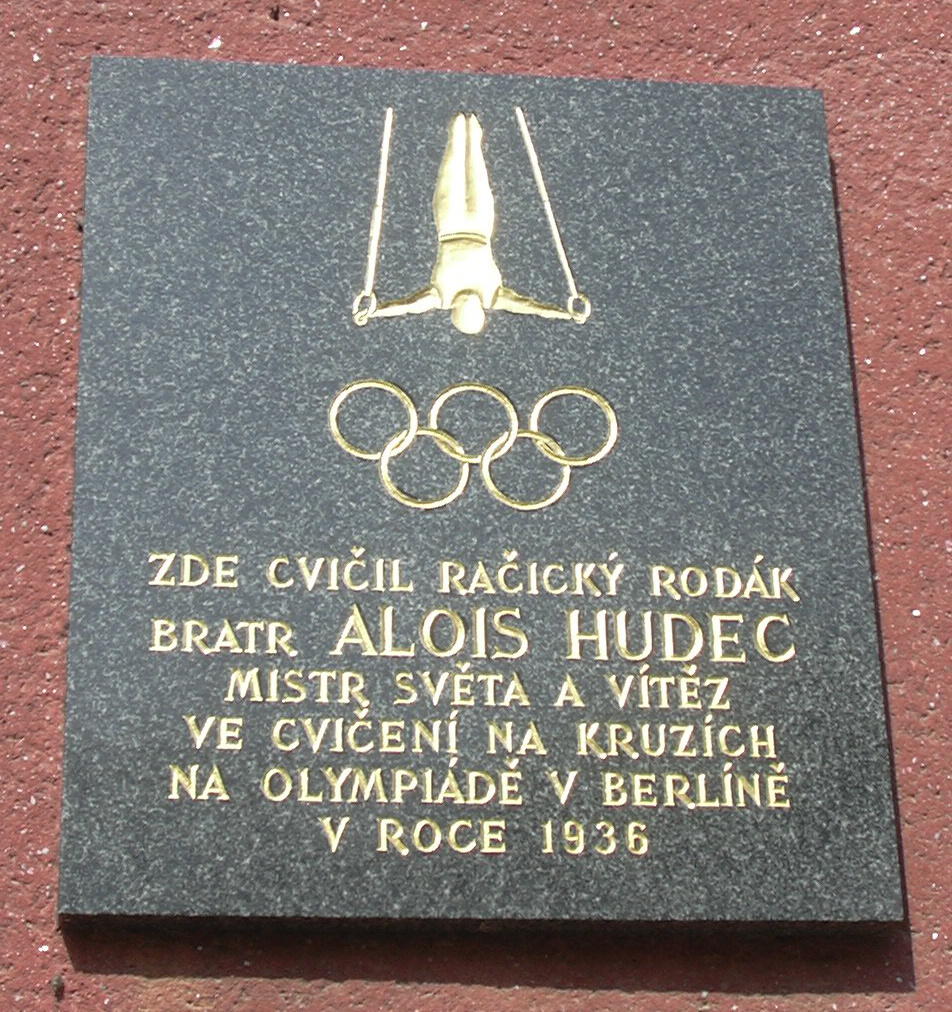
Gedenktafel für Alois Hudec

- Josef Matěj Ferdinand Šrogl (1861–1924), Komponist
- Alois Kotzmann (1868–1938), Hauptlehrer in Koryčany und Pionier des Feuerwehrwesen in der k.u.k. Monarchie
- Alois Hudec (1908–1997), tschechoslowakischer Turner
- Vladimír Šťastný (1991–1997), Komponist
- Jaromír von Mundy (1822–1894), Gründer des Militär- und Freiwilligen Rettungsdienstes in Wien